# Ісидор II Константинопольський
Ісидор II Ксантопул (грец. Ἰσίδωρος Β΄ Ξανθόπουλος, ? — 31 березня 1462) — Вселенський Константинопольський патріарх з 1456 по 1462 рік.

## Життєпис
Про життя та патріарство Ісидора відомо небагато, за винятком того, що він був етнічним греком і членом грецької громади в Стамбулі. Його прізвище походить від монастиря Ксантопулон у Стамбулі, куди він вступив, ставши ієромонахом, а згодом піднявшись до його ігумена. Ісидор працював разом з Геннадієм Схоларієм під час Флорентійського собору і був одним із підписантів документа 1445 року проти Східно-Західного союзу церков. У цей період Ісидор вважався духовним батьком грецької громади в Стамбулі. Безпосередньо перед обранням він служив митрополитом Іраклійським.
Після відставки Геннадія Схоларія з патріарха в середині січня 1456 р. його наступником було обрано Ісидора. Він отримав підтвердження від султана Мехмеда II і був висвячений на єпископа в церкві Паммакарістос.
Його правління тривало до його смерті 31 березня 1462 року, і його наступником став Йоасаф I.